# 会津下館駅
会津下館駅（あいづしもだてえき）は、福島県耶麻郡猪苗代町大字三郷字下館にあった磐梯急行電鉄（旧・日本硫黄沼尻鉄道部）の駅（廃駅）である。磐梯急行電鉄の廃線に伴い1969年（昭和44年）3月27日に廃駅となった。

## 概要
開業時からの駅の一つであった。交換設備を有していたが、晩年は交換設備が施錠され、無人化された。
旧駅名は下館駅であるが、1923年（大正12年）11月から実施された日本国有鉄道（国鉄）との連帯運輸に備えて、国鉄（当時）水戸線下館駅と同名になることを避けるために、広域地名の「会津」を冠し会津下館駅に改称した。

### 駅名の表記
駅名の表記については、「会津下舘」とする資料も存在し、廃止時点の乗車券（硬券、補充券とも）にはこの文字が使用されていた。

## 歴史

### 年表
- 1913年（大正2年）5月11日：日本硫黄耶麻軌道部（後の磐梯急行電鉄）川桁駅 - 大原駅（後の沼尻駅）間開通（全通）に伴い下館駅（しもだてえき）として開業。
- 1923年（大正12年）10月[注 1]：連帯駅化[注 2]に伴い会津下館駅に改称。
- 1960年（昭和35年）：閉塞取扱及び列車交換廃止。同時に無人化。
- 1968年（昭和43年）10月14日：磐梯急行電鉄の営業休止に伴い休止駅となる。
- 1969年（昭和44年）3月27日：磐梯急行電鉄の廃線に伴い廃止。

### 駅名の由来
付近にある下館集落が、その由来となった。

## 駅構造
廃止時点で、1線を有する地上駅であった。プラットホームは存在せず、乗客は地面から直接乗降した。かつては2線を有する列車交換可能な交換駅であった。使われなくなった駅舎と反対側の旧上り線は、交換設備運用廃止後も側線として残存していたが、方開き分岐の転轍機は鎖錠され、「鎖錠」と記載された立て札が立てられていた。そのほか旧上り線の川桁方から構内外側に分岐する行き止りの側線を1線有した。尚、晩年の列車交換については、臨時列車などの特別な場合に行われたとの記事もある。
無人駅となっていたが、有人駅時代の駅舎が残っていた。駅舎は構内の西側に位置していた。木造の駅舎であった。駅舎とは別棟でトイレ棟を有した。トイレ棟は駅舎の北側に位置し、壁にペンキで「W.C」と書かれていた。

## 駅周辺
鬱蒼とした森の中に位置した。
- 旧長瀬協同組合 - 駅前に存在した。

## 駅跡
1996年（平成8年）時点ではトイレ棟のみが残存し、青で染付けされた便器もそのまま残存していた。2000年（平成12年）時点で駅の敷地自体は県道となっており、白木城駅附近までの約4kmが一直線の弾丸道路となっていた。2007年（平成19年）5月時点ではトイレ棟も変わらず残存し、「なつかしの沼尻軽便鉄道を訪ねて」と記載され、駅の説明文と現役時代の写真が付いた、駅名標を模した案内板も建てられていた。2010年（平成22年）4月時点でも同様で、トイレ棟の扉の板や床板が修復され、トイレ棟周辺や床に茂っていた雑草も除草されていた。
また、駅脇にあった旧・長瀬産業組合の建物は後にJAの利用するところとなり、さらに2010年（平成22年）6月から「沼尻鉱山と軽便鉄道を語り継ぐ会」（2007年（平成19年）発足）の手により「あいづしもだて駅・村の停車場」という名の文化保存施設として再利用されている。この2階に「沼尻軽便資料展示室」が開設され、鉄道及び鉱山の資料や写真、ジオラマなどが保存・展示されている（開館日時：土曜、日曜、祝日の10時から16時）。同会では線路跡や駅跡の案内も行っている。
また、県道（福島県道227号下舘停車場線）の名称に名を残している。

## 隣の駅
磐梯急行電鉄
内野駅 - 会津下館駅 - 荻窪駅